# 商业棋

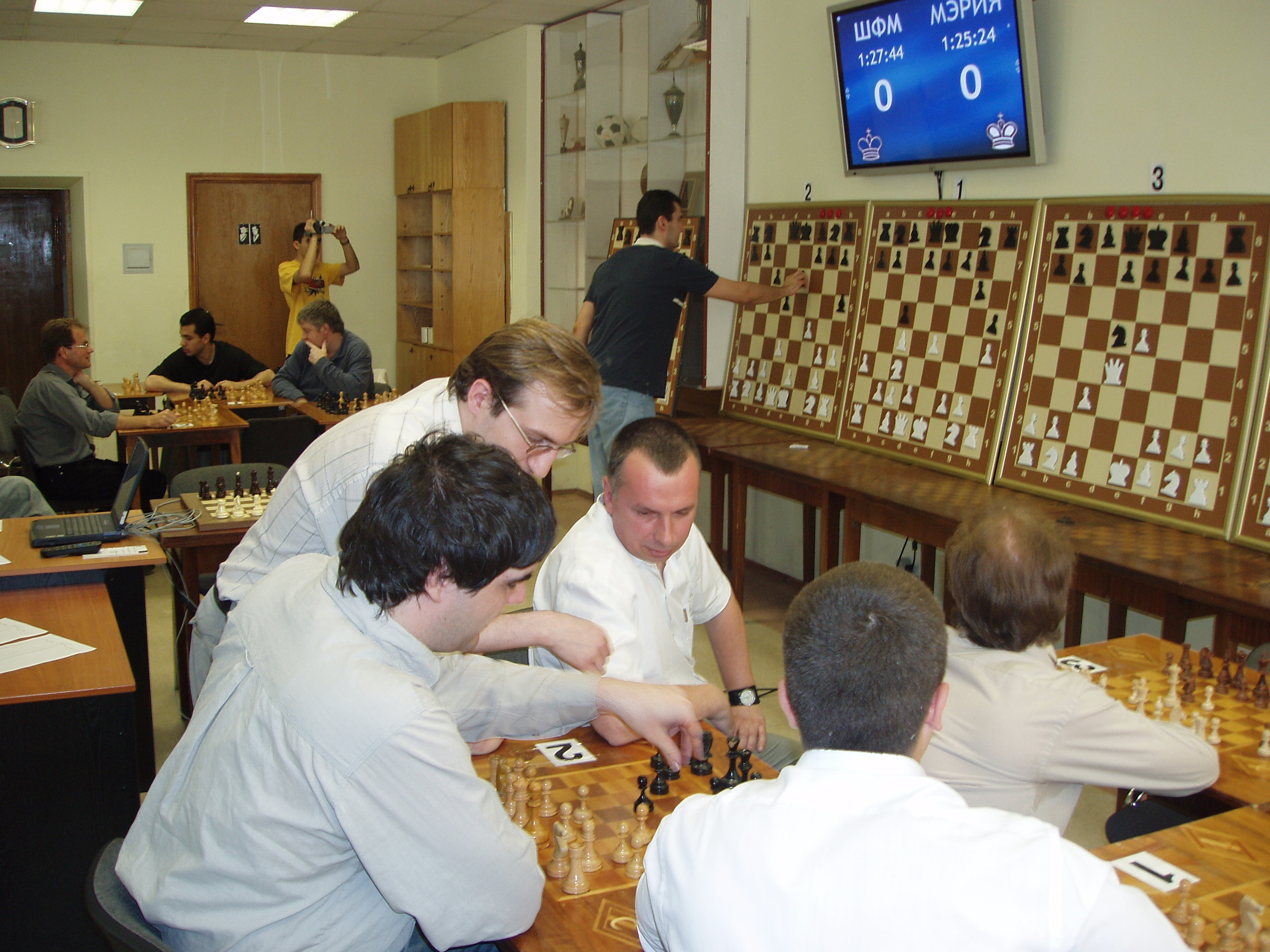
正在进行的商业棋比赛

商业棋是一种变种象棋，通过团队比赛，最早在1992年由莫斯科的Dr. Grachya Ovakimyan发明，目的是让象棋更加有趣味性、观赏性。
在发明者看来，免费、开放的队友讨论和集体的决策过程可以让象棋更加精彩，增加了其互动性，可以让人们看到下象棋者在不同阶段的思考、位置评估、变量计算、替代选择等等。为了保障团队讨论，有效决策，开发了一套互动认知情景。
Ovakimyan把这种象棋描述为体育项目、商业游戏。